# Gustav Conradi

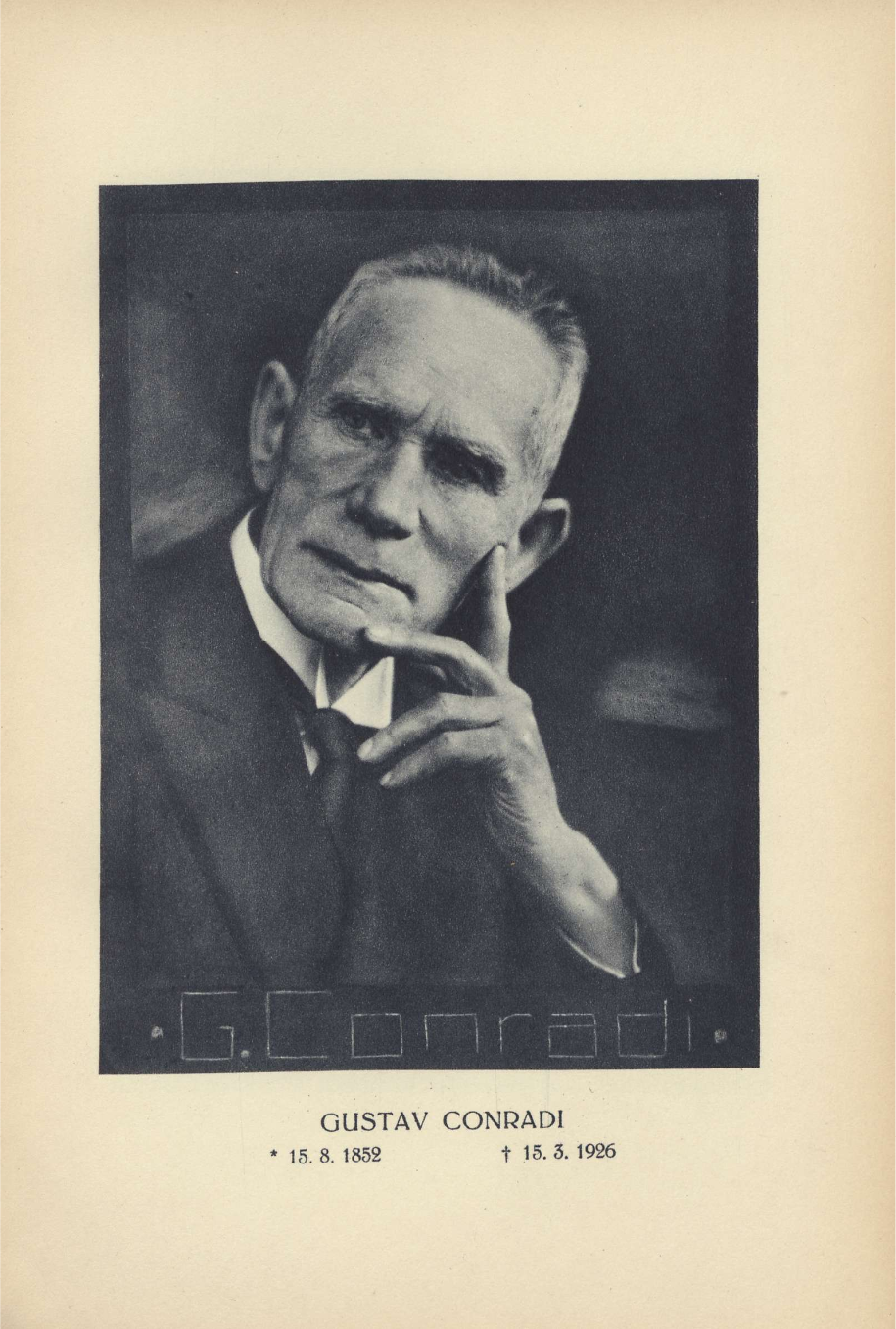
Gustav Conradi
Foto-Abbildung anlässlich seines Todes; Deutsches Bühnen-Jahrbuch von 1927

Gustav Conradi (15. August 1852 in Alt-Damm, Kreis Randow – 13. März 1926 in Berlin-Wilmersdorf) war ein deutscher Theaterschauspieler.

## Leben
Conradi war der Sohn eines Kaufmann. Er begann seine Theaterlaufbahn in Milwaukee (Wisconsin), wo er, ohne eine dramaturgische Ausbildung genossen zu haben, 1876 sein Debüt feierte. Später wechselte er nach New York und kam 1878 nach Chemnitz. Anschließend führten ihn seine Engagements nach Halle, ans Lobetheater in Breslau und Amsterdam. Conradi trat auch in Frankfurt, Aachen und Magdeburg auf und folgte 1896 einem Ruf an das Hoftheater Darmstadt, wo er seit dieser Zeit im komischen Fach wirkte. 1915 spielte er am Lessingtheater in Berlin.
Conradi war ein Schauspieler, der über eine nicht unbedeutende komische Kraft verfügte, aber auch über Humor und über Gefühlstöne. Die von ihm dargestellten Gestalten erschienen klar und bestimmt gezeichnet und erfreuten sich großer Beliebtheit.

## Rollen (Auswahl)
- Zettel – Ein Sommernachtstraum (William Shakespeare)
- Wirt – Minna von Barnhelm (Gotthold Ephraim Lessing)
- Weigelt – Mein Leopold (Adolph L’Arronge)
- Cäsar Wichtig –  Der Registrator auf Reisen (Adolph L’Arronge und Gustav von Moser)
- Heinecke – Die Ehre (Hermann Sudermann)
- Amtmann – Der Bureaukrat (Gustav von Moser)
- Wiedebrecht – Im bunten Rock (Franz von Schönthan und Freiherr von Schlicht)

## Auszeichnungen (Auswahl)
- 1905 Verleihung des Erinnerungszeichens an die zweite Hochzeit Großherzog Ernst Ludwigs von Hessen[3]